# 學生運動服

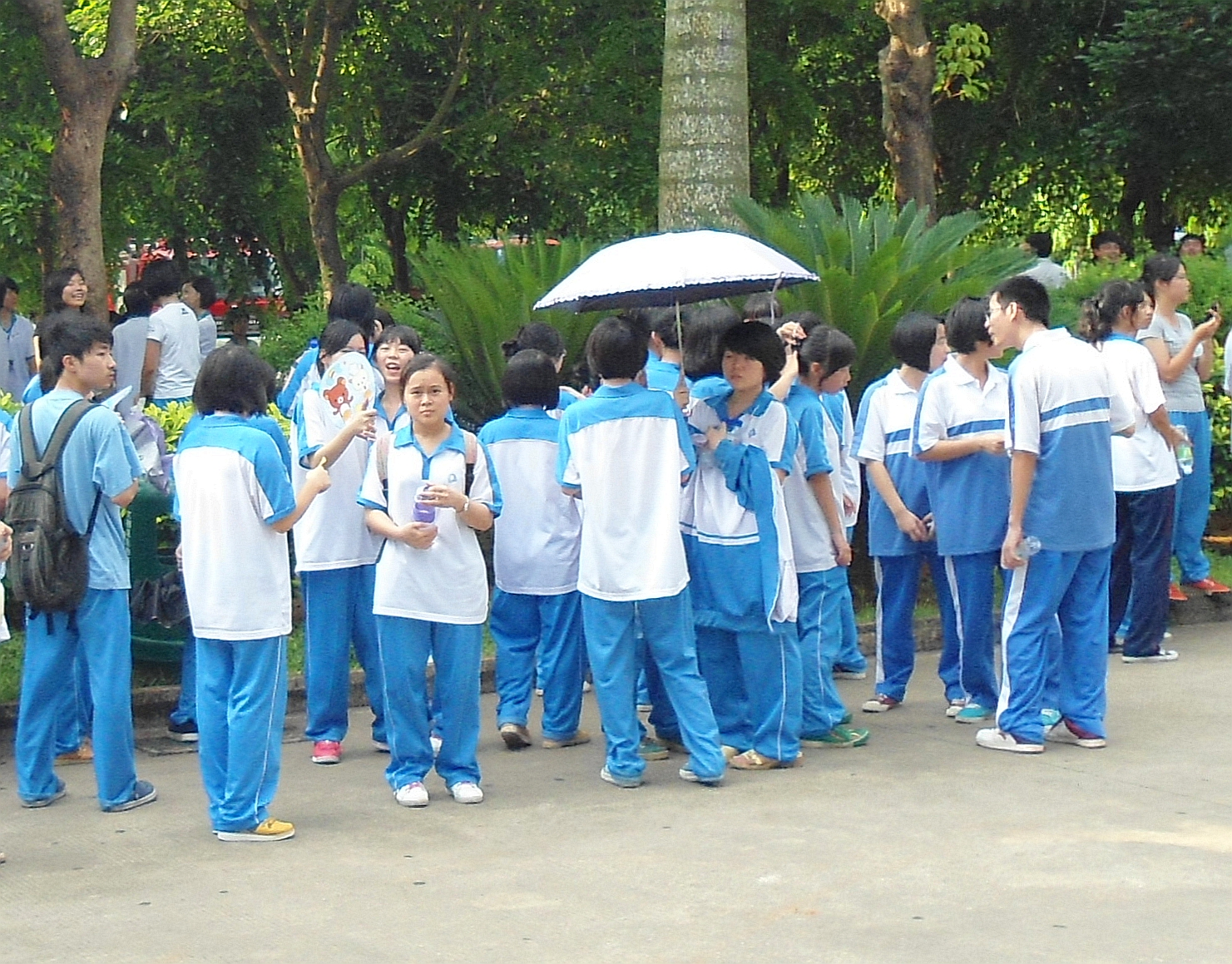
中国非沿海地区的日常校服，基本上以运动服为主

運動服一般是指学校教育中學生上體育課等时间所用的服裝。而在中国大陆大部分地区运动服为夏季唯一的校服。 而在别的亞洲國家，學生校服、運動服都有規範指南，需視場合配合使用。 歐美國家的學生在體育課可以較為自由的穿戴自己合適的運動服，不一定要求統一樣式。而日本一般称运动服为体操服。

## 使用狀况

### 香港
小學在當天有體育課、旅行、戶外活動的日子穿著。中學在體育課前替換，體育課後需要換回普通校服。

### 日本
見日本校服

### 韩国
见韩国校服

## 外部連結
- 维基共享资源上的相關多媒體資源：學生運動服